# Calcutta (cantante)
Calcutta, pseudonimo di Edoardo D'Erme (Latina, 19 aprile 1989), è un cantautore italiano.
Dopo il primo album indipendente Forse... e l'EP The Sabaudian Tape, Calcutta firma un contratto con l'etichetta Bomba Dischi, pubblicando il secondo album in studio Mainstream e il terzo Evergreen, che diviene il primo del cantante a esordire alla prima posizione della Top FIMI Album. Nel corso della sua carriera ha inoltre scritto, composto e collaborato con numerosi artisti provenienti da differenti generi musicali, tra cui dalla musica pop ed elettropop come Elisa e Francesca Michielin, dal pop rock come Emma Marrone e Loredana Bertè, e da rap e hip hop come Fabri Fibra, Franco126, J-Ax e Fedez.

## Biografia

### Gli esordi e primi lavori (2007-2014)
Attivo come musicista in diversi gruppi musicali locali fin dal 2007, nel 2009 fonda il duo musicale Calcutta. In seguito all'abbandono dell'altro membro, Marco Crypta, Calcutta mantiene il nome, scelto casualmente e lo adotta come nome d'arte. Nel 2012 pubblica per l'etichetta Geograph Records il suo primo disco intitolato Forse..., a seguito del quale si esibisce in diversi locali d'Italia. 
Il 5 agosto 2013 pubblica un EP dal titolo The Sabaudian Tape.
In questo periodo collabora con Davide Panizza, frontman dei Pop X, nell'ambito del progetto Friuilli, incidendo numerosi brani mai pubblicati ufficialmente. Lo stesso Calcutta ha dichiarato di aver scritto il brano Oroscopo, suo primo successo commerciale, in occasione della nascita del figlio dell'artista tirolese.

### Mainstream, il successo e le collaborazioni (2015-2017)
Nel 2015, in collaborazione con Marta Venturini e Niccolò Contessa de I Cani, produce e pubblica il suo secondo lavoro, Mainstream, raggiungendo la notorietà nazionale anche grazie al singolo Cosa mi manchi a fare, primo estratto dall'album, seguito da Gaetano, Frosinone e Oroscopo il cui video raggiunge un milione di visualizzazioni su YouTube nel giro di un mese. A seguito del buon risultato di vendite, Calcutta intraprende un tour nazionale per promuovere Mainstream. Nel maggio 2016 pubblica il singolo Oroscopo, in collaborazione con il duo Takagi & Ketra e con il quale si è esibito il 18 settembre 2016 in qualità di ospite nella trasmissione Quelli che il calcio e ad ottobre vince il suo primo disco d'oro (poi diventato triplo disco di platino). A inizio 2017 anche Cosa mi manchi a fare, Gaetano e Frosinone vengono premiati col disco d'oro (i primi due arrivano successivamente al disco di platino).
Nel corso del 2017, scrive per J-Ax e Fedez i testi di due canzoni (Milano intorno e Allergia) pubblicate nell'album Comunisti col Rolex uscito il 20 gennaio dello stesso anno; collabora al singolo estivo di Nina Zilli Mi hai fatto fare tardi che anticipa l'album Modern Art, uscito a settembre del medesimo anno; inoltre partecipa all'album 2640 di Francesca Michielin, nel quale collabora alla stesura di Io non abito al mare, Tropicale, La Serie B e Tapioca.

### Evergreen(2018-2021)

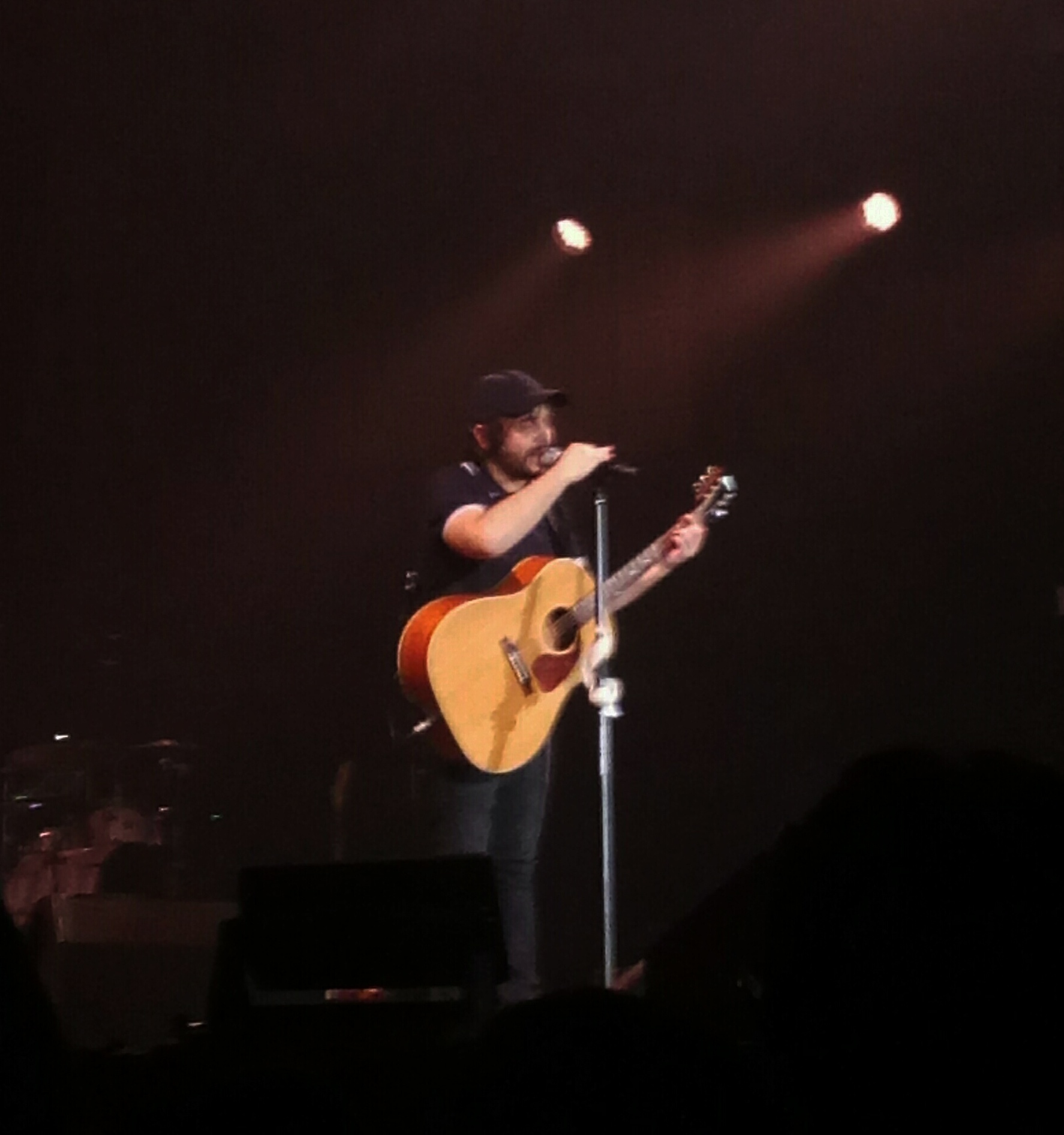
Calcutta in concerto al PalaTupparello di Acireale durante il tour promozionale dell'album Evergreen, nel febbraio 2019.

Il 15 dicembre 2017 esce il suo nuovo singolo dal titolo Orgasmo, anticipato da una campagna pubblicitaria urbana eseguita con modalità da guerrilla marketing, il cui video è stato diretto dal regista campano Francesco Lettieri. Nello stesso mese, elabora una playlist di un'ora per il Capodanno 2018 a Bologna, città nella quale l'artista vive da qualche anno, su commissione del Comune: la forma della prestazione e il compenso ricevuto, cinquemila euro, sono oggetto di discussione e di critiche nei sociali, e da parte degli operatori del settore dell'intrattenimento.
Il 2 febbraio 2018 viene pubblicato il singolo Pesto. Nello stesso mese partecipa come coproduttore al primo EP ufficiale di MasciaTi, intitolato Svegli sempre, curando la title track e Rari.
Intervistato da Rolling Stone Italia, annuncia l'imminente arrivo del suo terzo album, Evergreen. Il 23 aprile 2018, con un post sul suo profilo Instagram, annuncia la copertina e la data di uscita dell'album, prevista per il 25 maggio 2018 per l'etichetta Bomba Dischi. Il 16 maggio 2018 esce il terzo singolo Paracetamolo, il cui videoclip è diretto nuovamente da Francesco Lettieri, seguito il 14 settembre dal quarto singolo Kiwi inviato alle stazioni radiofoniche italiane.
Oltre all'uscita di Evergreen, il 2018 vede Calcutta collaborare con Dardust e Luca Carboni alla realizzazione del brano Io non voglio, contenuto nell'album Sputnik dello stesso Carboni. Inoltre, affianca i Tiromancino alla realizzazione di una nuova versione del brano Strade, contenuta nell'album Fino a qui, pubblicato il 28 settembre. Sempre in data 28 settembre vengono pubblicate la prima biografia dell'artista, edita da Arcana Edizioni, intitolata Calcutta. Amatevi in disparte e curata da Antonio Coletta, e il brano Se piovesse il tuo nome, interpretato da Elisa, in cui figura come compositore. Il brano viene successivamente reinterpretato in una versione che vede Elisa duettare con il cantautore laziale.
Il 23 gennaio 2019 viene pubblicato il brano  La musica italiana, scritto e cantato con Giorgio Poi, mentre il 1º marzo esce il singolo La Luna e la gatta, collaborazione con Takagi & Ketra, Tommaso Paradiso e Jovanotti.
Il 31 maggio 2019 è stato pubblicato il singolo Due punti, seguito il 7 giugno successivo dal brano Sorriso (Milano Dateo), che anticipano l'uscita della riedizione di Evergreen, intitolata Evergreen... e altre canzoni, che contiene, oltre all'album originale, un secondo CD contenente i due singoli sopracitati, quattro brani estratti dall'esibizione all'Arena di Verona del 6 agosto 2018 (tra cui una versione live di Saliva interpretata insieme a Brunori Sas) e le demo dei brani Orgasmo, Briciole e Paracetamolo.
Nel maggio 2021 viene pubblicato il brano Gabbiano in collaborazione con Davide Panizza e Niccolò Di Gregorio del collettivo Pop X dando vita al progetto FRIUILLI. Il 23 settembre successivo viene rilasciato l'album Non esiste amore a Napoli di Tropico contenente una collaborazione con il cantautore di Latina. Infine, il 19 novembre viene pubblicato l'album Noi, loro, gli altri del rapper Marracash che contiene il singolo Laurea ad honorem con Calcutta.

### Relaxe il tour (2023-presente)
Il 22 maggio 2023 annuncia le date del Relax Tour, confermando l'uscita imminente del nuovo album di inediti; il tour registra il tutto esaurito nelle sue dieci date nei palasport, motivo per cui Calcutta aggiunge una data zero a Mantova.
L'11 ottobre svela la copertina del quarto album di inediti Relax, la cui data di pubblicazione viene fissata al 20 dello stesso mese. Contestualmente all'uscita del disco, la traccia 2minuti viene inviata alle stazioni radiofoniche italiane come primo singolo ufficiale. 2minuti raggiunge inoltre la posizione #3 nella classifica FIMI dei singoli.

## Influenze musicali
Calcutta ha affermato di ispirarsi a vari artisti italiani, citando fra essi Lucio Battisti, Lucio Dalla e Luca Carboni, ma anche alla musica del Brasile, in particolare a quella di Caetano Veloso, avvicinandosi al Paese americano tramite il movimento musical-culturale del tropicalismo.

## Filmografia
- Calcutta - Tutti in piedi, diretto da Giorgio Testi (2018) - film del concerto all'Arena di Verona.

## Apparizioni televisive
Ha dichiarato di aver lavorato come pubblico pagato in programmi televisivi, in un periodo in cui viveva a Brooklyn.
Ha interpretato un cameo nella settima puntata della seconda stagione della serie TV Tutto può succedere, in cui esegue Cosa mi manchi a fare durante l’inaugurazione di un locale pubblico.

## Discografia

### Album in studio
- 2012 – Forse...
- 2015 – Mainstream
- 2018 – Evergreen
- 2023 – Relax

### EP
- 2013 – The Sabaudian Tape

## Tournée
- 2016 – Mainstream Tour
- 2019 – Evergreen è un tour di Calcutta
- 2019 – Calcutta Tour Europeo 2019
- 2023/24 – Calcutta Relax Tour